# Nekrolog 1. Quartal 1922
Nekrolog
◄◄
| ◄
| 1918
| 1919
| 1920
| 1921
| 1922 | 1923 | 1924 | 1925 | 1926 | ► | ►►
1. Quartal |
2. Quartal |
3. Quartal |
4. Quartal 1922
Weitere Ereignisse | Allgemeiner Nekrolog 1922
Die Beschreibung der verstorbenen Person sollte so kurz wie möglich gehalten sein und nur deren signifikante Tätigkeit(en) enthalten.
Neue Namen ggf. auch unter dem Geburts- und Sterbedatum, also etwa unter 1. Januar und im Geburts- und Sterbejahr (2024) eintragen (nur bei entsprechender großer Wichtigkeit). Für Beispiele siehe die schon vorhandenen Artikel.
Außerdem über die fünf zuletzt Verstorbenen, zu denen es einen ausreichend guten Artikel für eine Präsentation auf der Hauptseite gibt, nach der todesbedingten Überarbeitung der Artikel ggf. auch unter Wikipedia Diskussion:Hauptseite informieren und sie am besten auch in den anderen Wikipedia-Sprachversionen eintragen. Tipp: Regelmäßig bei news.google.de nach „ist tot“, „gestorben“ oder „verstorben“ suchen.
Wenn eine Person gestorben ist, gibt es viele Seiten zu dieser Person in der Wikipedia, die davon auch betroffen sind und entsprechend aktualisiert werden müssen. Beispiele: Namenübersichtsseite, Geburtsjahr, Geburtsort-Seiten und viele mehr.
Wie finde ich die betroffenen Seiten?
Im Suchfeld auf der linken Seite gibt man den Suchbegriff so ein: „Vorname Nachname“. Dann klickt man auf Volltext und alle Seiten mit entsprechendem Suchtext werden aufgerufen. Hier sieht man dann schnell, wo auch das Todesjahr Sinn macht oder sogar ein Teil des Artikels angepasst werden muss. Auch hilft das „Werkzeug“ auf der linken Seite sehr gut, um solche Seiten aufzufinden: „Links auf diese Seite“. Somit ist die Wikipedia wieder aktuell in allen Bereichen! Hinweis: bei Eintragung der Kategorie „Gestorben JAHR“ wird der Missbrauchsfilter 49 ausgelöst, was jedoch nicht schlimm ist. Siehe: Spezial:Missbrauchsfilter/49
Dies ist eine Liste von im ersten Quartal 1922 verstorbenen bekannten Persönlichkeiten. Die Einträge erfolgen innerhalb der einzelnen Daten alphabetisch sortiert. Tiere sind im Nekrolog für Tiere zu finden.

## Januar
| Tag        | Name                               | Beruf, bekannt als | Alter | Beleg |
| ---------- | ---------------------------------- | --- | ----- | ----- |
| 1. Januar  | Miloš Čech                         | tschechischer Bischof der Alt-Katholischen Kirche                                                                            | 66    |       |
| 1. Januar  | Wilhelm Sander                     | deutscher Psychiater und Direktor der Berliner Irrenanstalt Dalldorf                                                         | 83    |       |
| 2. Januar  | Giacomo Luigi Ciamician            | italienischer Chemiker | 64    |       |
| 2. Januar  | Milton De Lano                     | US-amerikanischer Jurist und Politiker                                                                                       | 77    |       |
| 2. Januar  | Hans Deiters                       | deutscher Maler, Grafiker und Illustrator der Düsseldorfer Schule                                                            | 53    |       |
| 2. Januar  | Wilhelm Herrmann                   | deutscher evangelischer Theologe                                                                                             | 75    |       |
| 2. Januar  | Alfred Kröner                      | deutscher Verleger | 60    |       |
| 2. Januar  | Martin Thurnher                    | österreichischer Lehrer und Politiker (CS), Landtagsabgeordneter, Abgeordneter zum Nationalrat                               | 77    |       |
| 2. Januar  | Heinrich von Tiedemann-Seeheim     | deutscher Politiker, Vorsitzender des Deutschen Ostmarkenvereins (1894–1920)                                                 | 78    |       |
| 3. Januar  | Berthold Delbrück                  | deutscher Sprachwissenschaftler                                                                                              | 79    |       |
| 3. Januar  | Hauptmann von Köpenick             | deutsch-luxemburgischer Schuhmacher und Hochstapler (Hauptmann von Köpenick)                                                 | 72    |       |
| 3. Januar  | Georg von Kanitz                   | deutscher Hofmarschall und Politiker, MdR                                                                                    | 79    |       |
| 4. Januar  | Karl Michel                        | deutscher Bierbrauer | 85    |       |
| 4. Januar  | Ernst Ramdohr                      | deutscher Gymnasiallehrer und Parlamentarier                                                                                 | 82    |       |
| 5. Januar  | Alfred Dolge                       | US-amerikanischer Klavierbauer                                                                                               | 73    |       |
| 5. Januar  | Ernest Shackleton                  | britischer Polarforscher | 47    |       |
| 5. Januar  | Anton von Wolszlegier              | polnisch-deutscher Geistlicher und Politiker, MdR                                                                            | 78    |       |
| 5. Januar  | Wladislaus von Wolszlegier         | polnisch-deutscher Rittergutsbesitzer und Politiker, MdR                                                                     | 72    |       |
| 6. Januar  | Wilhelm Gorton                     | österreichischer Großgrundbesitzer und Politiker, Landtagsabgeordneter                                                       | 57    |       |
| 6. Januar  | Harald Hjärne                      | schwedischer Historiker | 73    |       |
| 6. Januar  | Franc Pišek                        | österreichischer Politiker                                                                                                   | 65    |       |
| 6. Januar  | Jacob Rosanes                      | deutscher Mathematiker und Schachmeister; Hochschullehrer und Rektor in Breslau                                              | 79    |       |
| 6. Januar  | Hermann Vering                     | deutscher Bauunternehmer und Pionier des Verkehrswegebaus                                                                    | 75    |       |
| 7. Januar  | François-Xavier Brunet             | kanadischer Geistlicher, römisch-katholischer Bischof von Mont-Laurier                                                       | 53    |       |
| 7. Januar  | Karl Giesen                        | deutscher Sänger | ≈51   |       |
| 7. Januar  | Jonah Kūhiō Kalanianaʻole          | hawaiischer Politiker | 50    |       |
| 7. Januar  | Kaspar Kamp                        | deutscher Lehrer und Politiker (Zentrum), MdL                                                                                | 58    |       |
| 7. Januar  | Paul Erich Küppers                 | deutscher Kunsthistoriker, Kurator in Hannover                                                                               | 32    |       |
| 7. Januar  | Antonio Scontrino                  | italienischer Komponist Klassischer Musik                                                                                    | 71    |       |
| 8. Januar  | Anton Dinslage                     | deutscher Richter und Politiker (Zentrum)                                                                                    | 69    |       |
| 8. Januar  | Joseph Oliver                      | Bürgermeister von Toronto |       |       |
| 8. Januar  | Wilhelm Rühlmann                   | deutscher Orgelbauer | 79    |       |
| 9. Januar  | Hermann August von Münchhausen     | deutscher Gutsbesitzer und Pferdezüchter                                                                                     | 65    |       |
| 9. Januar  | Otto Schnock                       | deutscher Architekt und Kommunalpolitiker in Wilmersdorf                                                                     | 56    |       |
| 9. Januar  | Takenouchi Tsuna                   | japanischer Unternehmer und Politiker                                                                                        | 81    |       |
| 10. Januar | Nikolai von Grünewaldt             | Landschaftsmaler | 68    |       |
| 10. Januar | Mieczyslaw Jaronski                | polnischer Violinvirtuose und Lehrer                                                                                         |       |       |
| 10. Januar | Clarence B. Miller                 | US-amerikanischer Politiker                                                                                                  | 49    |       |
| 10. Januar | Ōkuma Shigenobu                    | 8. und 17. Premierminister von Japan                                                                                         | 83    |       |
| 10. Januar | Otto Olshausen                     | Chemiker und Privatgelehrter                                                                                                 | 81    |       |
| 10. Januar | Frank Tudor                        | australischer Politiker | 55    |       |
| 11. Januar | Theodor Hugo Micklitz              | österreichischer Forstwissenschaftler                                                                                        | 65    |       |
| 11. Januar | Jack Robson                        | englischer Fußballtrainer und -manager                                                                                       | 61    |       |
| 11. Januar | Josef Schraffl                     | österreichischer Politiker (CS) und erster Landeshauptmann von Tirol, Abgeordneter zum Nationalrat, Mitglied des Bundesrates | 66    |       |
| 12. Januar | Jakob Baumann                      | deutscher katholischer Priester, Domvikar, Buchautor, Zeitungsredakteur                                                      | 59    |       |
| 12. Januar | Olga Beggrow-Hartmann              | deutsche Malerin | 59    |       |
| 12. Januar | Helen Blanchard                    | amerikanische Erfinderin | 81    |       |
| 12. Januar | Karl Borinski                      | deutscher Germanist und Literaturhistoriker                                                                                  | 60    |       |
| 12. Januar | William J. Coombs                  | US-amerikanischer Politiker                                                                                                  | 88    |       |
| 12. Januar | Rudolf Eckart                      | deutscher Germanist und Volkskundler                                                                                         | 60    |       |
| 12. Januar | Otto Reuter                        | deutscher Luftfahrtingenieur und -konstrukteur                                                                               | 35    |       |
| 12. Januar | Woldemar von Seidlitz              | deutscher Kunsthistoriker | 71    |       |
| 13. Januar | Tullio Bozza                       | italienischer Fechter | 31    |       |
| 13. Januar | Joseph Hopkins Millard             | US-amerikanischer Politiker (Republikanische Partei), Senator für den Staat Nebraska                                         | 85    |       |
| 13. Januar | Wolfram von Richthofen             | preußischer Großagrarier und Politiker sowie MdH                                                                             | 65    |       |
| 14. Januar | Max zu Hohenlohe-Oehringen         | preußischer Generalmajor | 61    |       |
| 14. Januar | Wilhelm Muttray                    | deutscher Wasserbaudirektor, Weserstrombaudirektor (seit 1898)                                                               | 71    |       |
| 14. Januar | Pavle Jurišić Šturm                | Generalfeldmarschall im Königreich Serbien während der Balkankriege                                                          | 73    |       |
| 15. Januar | Zdenko von Forster zu Philippsberg | österreichischer Politiker                                                                                                   | 61    |       |
| 15. Januar | John Kirk                          | schottischer Arzt, Naturwissenschaftler, Entdeckungsreisender und Diplomat                                                   | 89    |       |
| 16. Januar | Henri Brocard                      | französischer Mathematiker                                                                                                   | 76    |       |
| 16. Januar | Leo Sympher                        | deutscher Wasserbauingenieur                                                                                                 | 67    |       |
| 17. Januar | Heinrich Landis                    | Schweizer Elektrotechniker                                                                                                   | 42    |       |
| 17. Januar | Jean Martin                        | deutscher Politiker | 53    |       |
| 17. Januar | Carl Robert                        | deutscher klassischer Philologe und Archäologe                                                                               | 71    |       |
| 17. Januar | George Baldwin Selden              | Selden-Patent | 75    |       |
| 18. Januar | Karl Conradt                       | deutscher Klassischer Philologe und Gymnasiallehrer                                                                          | 74    |       |
| 18. Januar | Georg Jung                         | deutscher Politiker (SPD), Landtagsabgeordneter Volksstaat Hessen                                                            | 51    |       |
| 18. Januar | Otto Perutz                        | deutscher Unternehmer | 74    |       |
| 18. Januar | Albert Tschautsch                  | deutscher Genremaler | 78    |       |
| 19. Januar | Charles Hugh Gauthier              | kanadischer Geistlicher und römisch-katholischer Erzbischof von Ottawa                                                       | 78    |       |
| 19. Januar | Bernhard Grobmeyer                 | deutscher Priester | 82    |       |
| 20. Januar | Max Westram                        | deutscher Politiker | 65    |       |
| 21. Januar | John Kendrick Bangs                | US-amerikanischer Schriftsteller, Humorist und Satiriker                                                                     | 59    |       |
| 21. Januar | Hermann Graßmann der Jüngere       | deutscher Mathematiker | 64    |       |
| 21. Januar | Camille Jordan                     | französischer Mathematiker                                                                                                   | 84    |       |
| 22. Januar | Enrique Almaraz y Santos           | katholischer Theologe und Kardinal                                                                                           | 74    |       |
| 22. Januar | Elsa Andersson                     | schwedische Pilotin | 24    |       |
| 22. Januar | Fredrik Bajer                      | dänischer Politiker, Mitglied des Folketing, Friedensnobelpreisträger                                                        | 84    |       |
| 22. Januar | Benedikt XV.                       | italienischer Geistlicher, Papst, Bischof von Rom, Staatsoberhaupt des Vatikans                                              | 67    |       |
| 22. Januar | James Bryce, 1. Viscount Bryce     | britischer Jurist, Historiker und Politiker                                                                                  | 83    |       |
| 22. Januar | Thomas Carmody                     | US-amerikanischer Jurist und Politiker (Demokratische Partei)                                                                | 62    |       |
| 22. Januar | William Christie                   | britischer Astronom | 76    |       |
| 22. Januar | Lewis Sperry                       | US-amerikanischer Politiker                                                                                                  | 73    |       |
| 22. Januar | Theodor von Watter                 | württembergischer General der Infanterie im Ersten Weltkrieg                                                                 | 65    |       |
| 23. Januar | Louis Auler                        | Landtagsabgeordneter Großherzogtum Hessen                                                                                    | 68    |       |
| 23. Januar | Emile De Beukelaer                 | belgischer Radrennfahrer | 54    |       |
| 23. Januar | Erich Ebler                        | deutscher Chemiker | 41    |       |
| 23. Januar | Arthur Nikisch                     | ungarisch-deutscher Dirigent                                                                                                 | 66    |       |
| 23. Januar | Aurelie Obermayer                  | österreichische Schriftstellerin                                                                                             | 76    |       |
| 23. Januar | Josef Schlagnitweit                | österreichischer Landwirt und Politiker (CS), Landtagsabgeordneter                                                           | 40    |       |
| 23. Januar | Stephan Sinding                    | dänisch-norwegischer Bildhauer                                                                                               | 75    |       |
| 23. Januar | Vincent Strouhal                   | tschechischer Physiker | 71    |       |
| 23. Januar | Hugo Warlich                       | russischer Dirigent böhmischer Herkunft                                                                                      | 65    |       |
| 24. Januar | Nehemia Anton Nobel                | deutscher Rabbiner und jüdischer Gelehrter                                                                                   | 50    |       |
| 25. Januar | Léon Dorez                         | französischer Bibliothekar, Romanist und Italianist                                                                          | 57    |       |
| 25. Januar | Ernest Newton                      | britischer Architekt | 65    |       |
| 25. Januar | Georg Roemer                       | deutscher Bildhauer und Medailleur                                                                                           | 54    |       |
| 25. Januar | Luigi Sandrinelli                  | österreichischer Jurist und Kommunalpolitiker                                                                                | 75    |       |
| 26. Januar | Luigi Denza                        | italienischer Komponist | 75    |       |
| 26. Januar | Alfred Gercke                      | deutscher Klassischer Philologe; Hochschullehrer und Rektor in Greifswald und Breslau                                        | 61    |       |
| 26. Januar | Ernst Kötter                       | deutscher Mathematiker | 62    |       |
| 26. Januar | Gilbert B. Patterson               | US-amerikanischer Politiker                                                                                                  | 58    |       |
| 26. Januar | Oskar von Reichenbach              | preußischer Generalleutnant                                                                                                  | 73    |       |
| 26. Januar | Georg Sassnick                     | deutscher Porträt- und Landschaftsmaler                                                                                      | 63    |       |
| 26. Januar | Karl Sindermann                    | deutscher und Politiker (SPD), sächsischer Landtagsabgeordneter im Kaiserreich und der Weimarer Republik, MdR                | 52    |       |
| 26. Januar | Kito Šwjela                        | sorbischer Publizist, Pädagoge, Schriftsteller und Übersetzer                                                                | 85    |       |
| 26. Januar | James West                         | englischer Fußballtrainer | 65    |       |
| 27. Januar | Dominikus Aßfalg                   | deutscher Trappistenabt | 74    |       |
| 27. Januar | Nellie Bly                         | US-amerikanische Journalistin                                                                                                | 57    |       |
| 27. Januar | Friedrich Carl Lehr                | deutscher Dichter und Schriftsteller                                                                                         | 22    |       |
| 27. Januar | Maria Messina                      | Schriftstellerin | 81    |       |
| 27. Januar | Norbert Schachinger                | österreichischer Prämonstratenser und Abt                                                                                    | 79    |       |
| 27. Januar | Walter I. Smith                    | US-amerikanischer Jurist und Politiker                                                                                       | 59    |       |
| 27. Januar | Giovanni Verga                     | Schriftsteller | 81    |       |
| 27. Januar | Johann Nepomuk Wilczek             | österreichischer Polarforscher und Kunstmäzen                                                                                | 84    |       |
| 27. Januar | Luise Zietz                        | deutsche Politikerin (SPD, USPD), MdR                                                                                        | 56    |       |
| 28. Januar | Andrew Jackson Barchfeld           | US-amerikanischer Politiker                                                                                                  | 58    |       |
| 28. Januar | Carl Curtius                       | deutscher Pädagoge, Historiker und Bibliothekar                                                                              | 80    |       |
| 28. Januar | Elizabeth Jane Gardner             | US-amerikanische, später Französische Genremalerin                                                                           | 84    |       |
| 29. Januar | Bernhard Büchsenschütz             | deutscher Althistoriker | 93    |       |
| 29. Januar | Adolf Dahm-Petersen                | norwegischer Hochschullehrer, Sänger und Gesanglehrer                                                                        | 66    |       |
| 29. Januar | Johann Othmar Doebeli              | Schweizer Maler | 47    |       |
| 29. Januar | Eduard Kyrle                       | österreichischer Politiker                                                                                                   | 67    |       |
| 29. Januar | Ludwig Weber                       | deutscher evangelischer Theologe und Sozialreformer                                                                          | 75    |       |
| 30. Januar | Friedrich Eduard Bilz              | deutscher Naturheilkundler und Lebensreformer                                                                                | 79    |       |
| 30. Januar | Otto Leu                           | deutscher Landschaftsmaler                                                                                                   | 66    |       |
| 31. Januar | Solon Borglum                      | US-amerikanischer Bildhauer                                                                                                  | 53    |       |
| 31. Januar | Friedrich Gerhard Oetken           | oldenburgischer Landwirt, Funktionär, MdL                                                                                    | 71    |       |
| 31. Januar | Wilhelm Ostermann                  | deutscher Lehrer und Seminardirektor                                                                                         | 72    |       |
| 31. Januar | Eduard Prandl                      | österreichischer Architekt                                                                                                   | 50    |       |
| 31. Januar | Friedrich Pützer                   | deutscher Architekt und Hochschullehrer                                                                                      | 50    |       |
| 31. Januar | Heinrich Reinhardt                 | österreichischer Operettenkomponist                                                                                          | 56    |       |
| 31. Januar | William Cary Renfrow               | US-amerikanischer Politiker                                                                                                  | 76    |       |

## Februar
| Tag         | Name                               | Beruf, bekannt als                                                                              | Alter | Beleg |
| ----------- | ---------------------------------- | ----------------------------------------------------------------------------------------------- | ----- | ----- |
| 1. Februar  | William Desmond Taylor             | US-amerikanischer Filmregisseur und Schauspieler                                                | 49    |       |
| 1. Februar  | Yamagata Aritomo                   | japanischer Militärführer, Nationalheld und der 3. und 9. Premierminister                       | 83    |       |
| 2. Februar  | Henri Pouctal                      | französischer Regisseur                                                                         | 61    |       |
| 3. Februar  | Hans von Arnim                     | preußischer General der Infanterie                                                              | 75    |       |
| 3. Februar  | Otto Busse                         | deutscher Pathologe                                                                             | 54    |       |
| 3. Februar  | Johann Haderer                     | österreichischer Bauer und Politiker, Landtagsabgeordneter                                      | 61    |       |
| 3. Februar  | L. Irving Handy                    | US-amerikanischer Politiker                                                                     | 60    |       |
| 2. Februar  | Friedrich Hennings                 | Schweizer Bauingenieur                                                                          | 83    |       |
| 3. Februar  | Cölestin Krebs                     | deutscher Amtsgerichtsrat und Politiker (Zentrum), MdR                                          | 73    |       |
| 3. Februar  | Wladimir Iwanowitsch Palladin      | russischer Botaniker und Biochemiker                                                            | 62    |       |
| 4. Februar  | Henry Jones                        | walisischer Philosoph                                                                           | 69    |       |
| 4. Februar  | Oskar Speck                        | deutscher Historiker und Stadtschreiber in Pirna                                                | 66    |       |
| 5. Februar  | Maurice Blieck                     | belgischer Marine-, Hafen-, Landschafts- und Genrenmaler                                        | 45    |       |
| 5. Februar  | Paul Durand-Ruel                   | französischer Galerist und Kunsthändler                                                         | 90    |       |
| 5. Februar  | Alexander Goette                   | deutscher Zoologe und Hochschullehrer in Straßburg                                              | 81    |       |
| 5. Februar  | Julius von Oheimb                  | deutscher Landrat, Rittergutsbesitzer und Politiker, MdR                                        | 78    |       |
| 5. Februar  | Slavoljub Eduard Penkala           | Ingenieur und Erfinder                                                                          | 50    |       |
| 5. Februar  | Christiaan de Wet                  | südafrikanischer Politiker und General der Buren                                                | 67    |       |
| 6. Februar  | Francis Henry May                  | britischer Kolonialgouverneur                                                                   | 61    |       |
| 6. Februar  | Georg August Zenker                | deutscher Gärtner, Botaniker, Zoologe und langjähriger Leiter der Station Jaunde, Kamerun       | 66    |       |
| 7. Februar  | Eduard Anthes                      | deutscher Archäologe                                                                            | 62    |       |
| 7. Februar  | Richard Jordan                     | österreichischer Architekt und Baumeister                                                       | 74    |       |
| 7. Februar  | Ludwig Nieder                      | deutscher katholischer Priester                                                                 | 41    |       |
| 7. Februar  | August Panning                     | deutscher Kommunalpolitiker, Bürgermeister in Werl                                              |       |       |
| 7. Februar  | Emanuel Strubich                   | deutscher Kletterer und Bergsteiger                                                             | 35    |       |
| 7. Februar  | Farish Carter Tate                 | US-amerikanischer Jurist und Politiker                                                          | 65    |       |
| 8. Februar  | Léon Heuzey                        | französischer Archäologe                                                                        | 90    |       |
| 8. Februar  | Kabayama Sukenori                  | japanischer Admiral, Generalmajor und Politiker                                                 | 84    |       |
| 8. Februar  | Thorvald Lammers                   | norwegischer Komponist, Opernsänger (Bariton) und Chorleiter                                    | 81    |       |
| 8. Februar  | Ado Reinvald                       | estnischer Schriftsteller und Lyriker                                                           | 74    |       |
| 8. Februar  | Theophil Rzepnikowski              | polnischer Mediziner und Politiker, MdR                                                         | 79    |       |
| 8. Februar  | Werner von Schrader                | deutscher Richter und Parlamentarier                                                            | 82    |       |
| 9. Februar  | Ludwig Dionysius                   | deutscher Verwaltungsbeamter                                                                    | 53    |       |
| 9. Februar  | Auguste Glardon                    | Schweizer evangelischer Geistlicher                                                             | 83    |       |
| 9. Februar  | Theodor Liebisch                   | deutscher Mineraloge und Kristallograph                                                         | 69    |       |
| 9. Februar  | Albert Muth                        | deutscher Verwaltungsbeamter                                                                    | 74    |       |
| 9. Februar  | Richard Runck                      | Kommandant eines deutschen Korps im Burenkrieg, Distriktschef in Deutsch-Südwestafrika          | 53    |       |
| 9. Februar  | Reinhard Spitzner                  | deutscher Richter und Schriftsteller                                                            | 58    |       |
| 10. Februar | Alfred Cauchie                     | belgischer katholischer Geistlicher, Kirchenhistoriker und Hochschullehrer                      | 61    |       |
| 10. Februar | Christo Matow                      | bulgarischer Revolutionär                                                                       | 49    |       |
| 10. Februar | Albert Weidemann                   | deutscher Geheimer Kriegsrat und Militärintendant                                               | 73    |       |
| 11. Februar | G. J. P. J. Bolland                | niederländischer Philosoph und Religionswissenschaftler                                         | 67    |       |
| 11. Februar | Conrad Haußmann                    | deutscher Politiker (VP, DtVP, FVP, DDP), MdR                                                   | 65    |       |
| 12. Februar | Theophil Studer                    | Schweizer Mediziner, Zoologe, Anatom, Paläontologe und Kynologe                                 | 76    |       |
| 14. Februar | Jadwihin Sch.                      | weißrussischer Schriftsteller und Publizist                                                     | 53    |       |
| 14. Februar | Gottfried Leiser                   | deutscher Landwirt und Politiker (DDP)                                                          | 68    |       |
| 15. Februar | Jekaterina Michailowna Dolgorukowa | russische Geliebte und spätere Ehefrau des Zaren Alexander II.                                  | 74    |       |
| 15. Februar | Wilhelm von und zu Hoensbroech     | deutscher Politiker (Zentrum), MdR                                                              | 72    |       |
| 15. Februar | Clara Gertrud Wichmann             | deutsche Publizistin und Anarchosyndikalistin                                                   | 36    |       |
| 16. Februar | Paul von Andreae                   | deutscher Industrieller und Gutsbesitzer                                                        | 71    |       |
| 16. Februar | Curt von Prittwitz und Gaffron     | deutscher Admiral, Mitglied des preußischen Herrenhauses                                        | 72    |       |
| 16. Februar | Ferdinand Wittenbauer              | österreichischer Techniker und Schriftsteller                                                   | 64    |       |
| 17. Februar | Heinrich Kuhlmann                  | deutscher Unternehmer und Kommunalpolitiker (DDP)                                               | 66    |       |
| 17. Februar | Kiro Maritschkow                   | bulgarischer Architekt und Stadtplaner                                                          | 46    |       |
| 17. Februar | Nicolò Papadopoli Aldobrandini     | italienischer Politiker, Unternehmer und Numismatiker                                           | 80    |       |
| 17. Februar | Carl Röder                         | sächsischer Bildhauer und Lithograf                                                             | 67    |       |
| 18. Februar | Hugo Spieler                       | deutscher Bildhauer                                                                             | 67    |       |
| 19. Februar | Friedrich Bormann                  | deutscher Eisenbahndirektor und Politiker, MdR                                                  | 93    |       |
| 19. Februar | Siegmund Eibenschütz               | österreichischer Dirigent                                                                       | 65    |       |
| 19. Februar | August Hermann Lange               | deutscher Automobil-Konstrukteur                                                                | 54    |       |
| 19. Februar | Wilhelm von Sell                   | preußischer Generalmajor                                                                        | 80    |       |
| 19. Februar | Violet Tillard                     | britische Krankenschwester, Suffragette, Pazifistin und Quäkerin                                | 47    |       |
| 20. Februar | Charles Leonard Bouton             | amerikanischer Mathematiker                                                                     | 52    |       |
| 20. Februar | Barthélemy Clément Combes          | französischer Geistlicher                                                                       | 82    |       |
| 20. Februar | Jordan Mai                         | deutscher Franziskaner                                                                          | 55    |       |
| 20. Februar | Reinhard Mannesmann                | deutscher Erfinder und Unternehmer                                                              | 65    |       |
| 20. Februar | John F. Shafroth                   | US-amerikanischer Politiker                                                                     | 67    |       |
| 20. Februar | Arthur H. Taylor                   | US-amerikanischer Politiker                                                                     | 69    |       |
| 20. Februar | Hans Wibel                         | deutscher Mittelalterhistoriker und Diplomatiker                                                | 49    |       |
| 21. Februar | Oskar Beringer                     | deutsch-englischer klassischer Pianist, Komponist und Musikpädagoge                             | 76    |       |
| 21. Februar | Joseph Pohle                       | katholischer Dogmatiker, Hochschullehrer                                                        | 69    |       |
| 21. Februar | György Vastagh                     | ungarischer Maler                                                                               | 87    |       |
| 22. Februar | Dmitri Dmitrijewitsch Fjodorow     | sowjetischer Flugzeugkonstrukteur                                                               |       |       |
| 22. Februar | Aharon David Gordon                | jüdischer Schriftsteller in hebräischer Sprache und Zionist                                     | 65    |       |
| 22. Februar | Hermann Hanewacker                 | deutscher Fabrikant und Landtagsabgeordneter                                                    | 76    |       |
| 22. Februar | Frithjof Olsen                     | norwegischer Turner                                                                             | 38    |       |
| 23. Februar | Georg Anthes                       | deutscher Geiger, Opernsänger (Mezzosopran und Tenor) und Theaterregisseur                      | 58    |       |
| 23. Februar | Albert Bäcklund                    | schwedischer Mathematiker                                                                       | 77    |       |
| 23. Februar | Walter Rüder                       | deutscher Gynäkologe                                                                            | 60    |       |
| 24. Februar | Alfred Espinas                     | französischer Soziologe und Philosoph                                                           | 77    |       |
| 24. Februar | Georg Anton Jasmatzi               | griechisch-deutscher Tabakfabrikant                                                             | 75    |       |
| 25. Februar | Robert Hue de Grais                | deutscher Verwaltungsjurist und Abgeordneter                                                    | 86    |       |
| 25. Februar | Anton von Kersting                 | preußischer General der Artillerie, Direktor der Militärtechnischen Akademie 1903/12            | 72    |       |
| 25. Februar | Henri Désiré Landru                | französischer Serienmörder                                                                      | 52    |       |
| 25. Februar | Pál Simon                          | ungarischer Sprinter                                                                            | 30    |       |
| 26. Februar | Benedikt Hebel                     | deutscher Politiker (BVP, Zentrum), MdR                                                         | 56    |       |
| 26. Februar | Alois Höfler                       | österreichischer Philosoph                                                                      | 68    |       |
| 26. Februar | Paul Kadner                        | deutscher Arzt und Naturheilkundler                                                             | 71    |       |
| 26. Februar | Léon Levavasseur                   | französischer Ingenieur, Erfinder und Flugzeugkonstrukteur; Triebwerke und Starrflügelflugzeuge | 58    |       |
| 26. Februar | Kurt von Manteuffel                | preußischer General der Infanterie                                                              | 69    |       |
| 26. Februar | Wilhelm von Minckwitz              | sächsischer General der Infanterie                                                              | 84    |       |
| 27. Februar | Adam Betzel                        | bayerischer Generalmajor                                                                        | 82    |       |
| 27. Februar | Eduard Geiger                      | deutscher Jurist und Politiker                                                                  | 67    |       |
| 27. Februar | Hugo Woldemar Hickmann             | evangelisch-lutherischer Pfarrer                                                                | 80    |       |
| 27. Februar | Eduard Lingel                      | deutscher Unternehmer                                                                           | 72    |       |
| 27. Februar | Hans Roß                           | deutscher Architekt und Baukünstler                                                             | 48    |       |
| 28. Februar | Alfred von Brühl                   | deutscher Jagdmaler                                                                             | 59    |       |
| 28. Februar | Friedrich von Graevenitz           | württembergischer General der Infanterie und Generaladjutant, Militärbevollmächtigter in Berlin | 61    |       |
| 28. Februar | Peter Peters                       | preußischer Landrat                                                                             | 46    |       |
| 28. Februar | Arthur Dominique Rozaire           | impressionistischer Maler und Fotograf                                                          |       |       |
| 28. Februar | Max Seckbach                       | deutscher Architekt                                                                             | 56    |       |
| 28. Februar | William D. Vincent                 | US-amerikanischer Politiker                                                                     | 69    |       |
|             | Gustave Gillman                    | Eisenbahningenieur und Fotograf                                                                 |       |       |

## März
| Tag      | Name                            | Beruf, bekannt als                                                                                              | Alter | Beleg |
| -------- | ------------------------------- | --- | ----- | ----- |
| 1. März  | Wilhelm Balmer                  | Schweizer Kunstmaler                                                                                            | 56    |       |
| 1. März  | John Casper Branner             | US-amerikanischer Geologe                                                                                       | 71    |       |
| 1. März  | Emil Heyn                       | deutscher Ingenieur, Metallkundler und Metallograf                                                              | 54    |       |
| 1. März  | Pichichi                        | spanischer Fußballspieler                                                                                       | 29    |       |
| 2. März  | Henry Bataille                  | französischer Schriftsteller                                                                                    | 49    |       |
| 2. März  | Julius Ertel                    | deutscher Industrieller, Unternehmer und Mäzen                                                                  | 76    |       |
| 2. März  | Johannes Homuth                 | deutscher Kommunalpolitiker und Ehrenbürger der Gemeinde Friedenau                                              | 82    |       |
| 2. März  | Wilhelm Kübeler                 | deutscher Fotograf                                                                                              | 58    |       |
| 2. März  | Georg Lenzberg                  | deutscher Jurist, Kommunal- und Landespolitiker sowie Kunstförderer                                             | 65    |       |
| 2. März  | Alfred von Planta               | Schweizer Jurist, Diplomat, Industrieller und Politiker                                                         | 64    |       |
| 2. März  | Johannes Schwerdtmann           | deutscher lutherischer Theologe, Konsistorialrat und Generalsuperintendent der Generaldiözese Bremen-Verden     | 60    |       |
| 3. März  | Vladimir Jovanović              | Staatsmann und Schriftsteller                                                                                   | 88    |       |
| 3. März  | Karl Ludwig Ferdinand Kerstan   | Maler und Schriftsteller                                                                                        | 74    |       |
| 3. März  | Heinrich Wegener                | deutscher Architekt und Maurermeister                                                                           |       |       |
| 4. März  | Hugo Erfurt                     | deutscher Unternehmer, Erfinder der Raufasertapete                                                              | 88    |       |
| 4. März  | Georg Hüffer                    | deutscher Historiker                                                                                            | 70    |       |
| 4. März  | Karl von Portele                | österreichischer Önologe                                                                                        | 65    |       |
| 4. März  | Bert Williams                   | afroamerikanischer Schauspieler, Sänger, Entertainer und Songwriter                                             | 47    |       |
| 5. März  | Richard Schöne                  | deutscher klassischer Archäologe und Museumsleiter                                                              | 82    |       |
| 5. März  | Elias von Steinmeyer            | deutscher Altgermanist und Altphilologe                                                                         | 74    |       |
| 6. März  | Karl Bahlmann                   | deutscher Politiker                                                                                             | 63    |       |
| 6. März  | René Bohn                       | französisch-deutsch-schweizerischer Chemiker                                                                    | 59    |       |
| 6. März  | Georg Jauss                     | deutscher Landschaftsmaler                                                                                      | 54    |       |
| 6. März  | Hermann Mandl                   | österreichisch-ungarischer Großhändler                                                                          | 64    |       |
| 7. März  | Jakob August Heer               | Schweizer Bildhauer                                                                                             | 54    |       |
| 7. März  | Adelgundis Berlinghoff          | römisch-katholische Benediktinerin und Äbtissin der Abtei St. Gabriel                                           | 73    |       |
| 7. März  | Samuel C. Hyde                  | US-amerikanischer Politiker                                                                                     | 79    |       |
| 7. März  | William Laurentz                | französischer Tennisspieler                                                                                     | 27    |       |
| 7. März  | Benjamin Le Fevre               | US-amerikanischer Politiker                                                                                     | 83    |       |
| 7. März  | Franz Rumpler                   | österreichischer Genremaler                                                                                     | 73    |       |
| 7. März  | Carl Ludwig Schleich            | Arzt und Schriftsteller, Erfinder der Infiltrationsanästhesie                                                   | 62    |       |
| 7. März  | Axel Thue                       | norwegischer Mathematiker                                                                                       | 59    |       |
| 8. März  | Albert Lemmer                   | deutscher Ingenieur und VDI-Vorsitzender                                                                        | 75    |       |
| 8. März  | Otto Maria Miethke              | österreichischer Maler, Graphiker, Illustrator und Lyriker                                                      | 40    |       |
| 8. März  | Henrique Schaumann              | deutsch-brasilianischer Apotheker                                                                               | 65    |       |
| 9. März  | Julius Bär                      | deutsch-schweizerischer Bankier                                                                                 | 65    |       |
| 9. März  | Joachim Gans zu Putlitz         | deutscher Theaterintendant                                                                                      | 61    |       |
| 9. März  | Oleksandr Myschuha              | ukrainischer Opernsänger (Lyrischer Tenor)                                                                      | 68    |       |
| 10. März | Mathias Burkhard                | deutscher Orgelbauer                                                                                            | 83    |       |
| 10. März | Ernst Holtermann                | deutscher Buchhändler und Verleger                                                                              | 54    |       |
| 10. März | Nikolai Fjodorowitsch Katanow   | russischer Ethnograph, Linguist und Turkologe sagai-türkischer Herkunft                                         | 59    |       |
| 10. März | Harry Kellar                    | US-amerikanischer Zauberkünstler                                                                                | 72    |       |
| 10. März | Hans Sitt                       | böhmisch-deutscher Komponist                                                                                    | 71    |       |
| 11. März | Anastasia Michailowna Romanowa  | durch Heirat Großherzogin zu Mecklenburg-Schwerin                                                               | 61    |       |
| 11. März | Emil von Jordan                 | königlich preußischer Ehren-Landesältester                                                                      | 81    |       |
| 11. März | Augustus Desiré Waller          | englischer Physiologe                                                                                           | 65    |       |
| 11. März | Robert J. Wynne                 | US-amerikanischer Politiker                                                                                     | 70    |       |
| 12. März | Bertha von Kröcher              | deutsche Sozialreformerin und Gründerin der Vereinigung Konservativer Frauen                                    | 64    |       |
| 12. März | Jaroslav Palliardi              | tschechischer Archäologe                                                                                        | 61    |       |
| 12. März | Aniela Salawa                   | polnische Ordensfrau und Mystikerin, Selige der katholischen Kirche                                             | 40    |       |
| 12. März | Ludwig Stollwerck               | deutscher Unternehmer und Förderer der Filmkunst                                                                | 65    |       |
| 13. März | Hermann von Blankenburg         | preußischer Generalleutnant                                                                                     | 70    |       |
| 13. März | Adelbert Hotzen                 | deutscher Architekt                                                                                             | 91    |       |
| 13. März | Albert Levy                     | deutscher Sozialarbeiter                                                                                        | 59    |       |
| 13. März | Max Nonnenbruch                 | deutscher Maler                                                                                                 | 65    |       |
| 14. März | Nikolaus Cena                   | österreich-ungarischer Feldmarschalleutnant rumänischer Abstammung                                              | 77    |       |
| 14. März | Lewis P. Featherstone           | US-amerikanischer Politiker                                                                                     | 70    |       |
| 14. März | Rudolf Fürst                    | österreichischer Germanist und Literaturhistoriker                                                              | 53    |       |
| 14. März | August Happold                  | Fabrikant von Lacken und Firnissen sowie Schulgründer und Philanthrop                                           | 75    |       |
| 14. März | Otto Jaap                       | deutscher Lehrer, Botaniker und Insektenkundler                                                                 | 57    |       |
| 14. März | Leopold Kölsch                  | deutscher Kaufmann und Politiker (NLP), MdR                                                                     | 51    |       |
| 14. März | Reinhold Lepsius                | deutscher Porträtmaler der Berliner Sezession und Impressionist                                                 | 64    |       |
| 14. März | August Palm                     | schwedischer Sozialdemokrat und Agitator                                                                        | 73    |       |
| 14. März | Clemens von Podewils-Dürniz     | bayerischer Politiker                                                                                           | 72    |       |
| 14. März | Julius Runge                    | deutscher Marinemaler                                                                                           | 78    |       |
| 14. März | Alexander Stöpler               | Landtagsabgeordneter Großherzogtum Hessen                                                                       | 73    |       |
| 15. März | Abdon Baptista                  | brasilianischer Politiker                                                                                       | 70    |       |
| 15. März | Ludwig Burkhardt                | deutscher Chirurg                                                                                               | 49    |       |
| 16. März | George Bruce Halsted            | US-amerikanischer Mathematiker                                                                                  | 68    |       |
| 16. März | Tatjana Leontjewa               | russische Revolutionärin und Attentäterin                                                                       | 38    |       |
| 16. März | Alexander Naumann               | deutscher Chemiker und Hochschullehrer                                                                          | 84    |       |
| 16. März | Robert Russ                     | österreichischer Maler                                                                                          | 74    |       |
| 16. März | Jakob Zimmermann                | Schweizer Gastwirt und Politiker                                                                                | 79    |       |
| 17. März | Thomas C. Barret                | US-amerikanischer Politiker                                                                                     | 61    |       |
| 17. März | Albin Dötsch                    | österreichischer Politiker (SDAP), Abgeordneter zum Nationalrat                                                 | 49    |       |
| 17. März | Francesco Flamini               | italienischer Romanist, Italianist und Komparatist                                                              | 53    |       |
| 17. März | Heinrich Suter                  | Schweizer Wissenschaftshistoriker                                                                               | 74    |       |
| 18. März | Ernst Paul Brink                | Oberbürgermeister von Glauchau                                                                                  | 65    |       |
| 18. März | Johannes von Euch               | deutscher Apostolischer Vikar von Dänemark (1892–1922)                                                          | 88    |       |
| 18. März | Edward Arthur Walton            | schottischer Maler des Spätimpressionismus                                                                      | 61    |       |
| 19. März | William Philipps Dunbar         | deutscher Hygieniker                                                                                            | 58    |       |
| 19. März | Max von Hausen                  | sächsischer Generaloberst sowie Kriegsminister und Vorsitzender des Gesamtministeriums des Königreiches Sachsen | 75    |       |
| 19. März | Wilhelm Lamprecht               | deutsch-amerikanischer Maler                                                                                    | 83    |       |
| 19. März | Adalbert von Roessler           | deutscher Maler und Illustrator                                                                                 | 68    |       |
| 20. März | Albert Singer                   | deutscher Tier- und Landschaftsmaler                                                                            | 52    |       |
| 20. März | Karel Stanislav Sokol           | tschechischer Politiker und Journalist                                                                          | 54    |       |
| 21. März | Edmond Borchard                 | französischer Maler                                                                                             | 73    |       |
| 21. März | Hermann Karl Dumrath            | deutscher Verwaltungsbeamter und Parlamentarier                                                                 | 67    |       |
| 21. März | Walter Langley                  | englischer Maler des Spätimpressionismus                                                                        | 69    |       |
| 21. März | Ernst von Troschke              | preußischer Verwaltungsjurist und Landrat                                                                       | 62    |       |
| 22. März | Jossyp Kossonohow               | ukrainischer Physiker, Geophysiker und Meteorologe                                                              | 55    |       |
| 22. März | Louis-Antoine Ranvier           | französischer Anatom                                                                                            | 86    |       |
| 22. März | Irene Sponner                   | österreichische Politikerin (SdP), Abgeordnete zum Nationalrat                                                  | 54    |       |
| 23. März | Ottmar von Mohl                 | deutscher Diplomat und Regierungsberater in Japan                                                               | 76    |       |
| 23. März | Paul Pospiech                   | polnisch-deutscher Geistlicher und Politiker, MdR                                                               | 44    |       |
| 24. März | Denys Cochin                    | französischer Politiker und Schriftsteller                                                                      | 70    |       |
| 24. März | Emil Kreß                       | deutscher Reichsgerichtsrat                                                                                     | 61    |       |
| 24. März | John W. Stone                   | US-amerikanischer Jurist und Politiker                                                                          | 83    |       |
| 24. März | Ödön Széchenyi                  | ungarischer Feuerwehrpionier und Pascha in Istanbul                                                             | 82    |       |
| 25. März | Jacob Peter Reimers             | dänischer Metzgermeister und Politiker                                                                          | 95    |       |
| 25. März | Ulrich Thieme                   | deutscher Kunsthistoriker                                                                                       | 57    |       |
| 26. März | Alfred Blaschko                 | deutscher Mediziner                                                                                             |       |       |
| 26. März | Heinrich Radbruch               | deutscher Großkaufmann und Mitglied der Lübecker Bürgerschaft                                                   | 80    |       |
| 27. März | Helmuth von Brüning             | deutscher Verwaltungsbeamter                                                                                    | 51    |       |
| 27. März | Reinhold Finck von Finckenstein | deutscher Verwaltungsbeamter                                                                                    | 63    |       |
| 27. März | Philippe-Auguste Guye           | Schweizer Chemiker                                                                                              | 59    |       |
| 27. März | Otto Hirschfeld                 | deutscher Althistoriker und Epigraphiker                                                                        | 79    |       |
| 27. März | Lucian W. Parrish               | US-amerikanischer Politiker                                                                                     | 44    |       |
| 27. März | Nikolai Alexandrowitsch Sokolow | russischer Komponist und Hochschullehrer                                                                        | 63    |       |
| 28. März | Mihael Napotnik                 | Bischof von Lavant                                                                                              | 71    |       |
| 28. März | Julius Wieting                  | deutscher Chirurg und Sanitätsoffizier                                                                          | 54    |       |
| 29. März | Zdenko Schubert von Soldern     | deutsch-böhmischer Architekt                                                                                    | 77    |       |
| 30. März | Friedrich Holzweissig           | deutscher evangelischer Theologe, Klassischer Philologe                                                         | 75    |       |
| 30. März | Louise Pagenkopf                | deutsche Landschafts- und Blumenmalerin                                                                         | 66    |       |
| 30. März | Otto Taschenberg                | deutscher Zoologe und Professor an der Universität Halle                                                        | 68    |       |
| 31. März | Maurice Barthélémy              | Landtagsabgeordneter                                                                                            | 51    |       |
| 31. März | Emil Finck                      | deutscher Lehrer und Heimatforscher                                                                             | 65    |       |
| 31. März | Wilhelm Suida                   | österreichischer Chemiker und Hochschullehrer                                                                   | 68    |       |
| 31. März | Torquato Taramelli              | italienischer Geowissenschaftler                                                                                | 76    |       |
|          | Hyacinthe Guilleminot           | französischer Radiologe                                                                                         | 52    |       |